# Лаборант

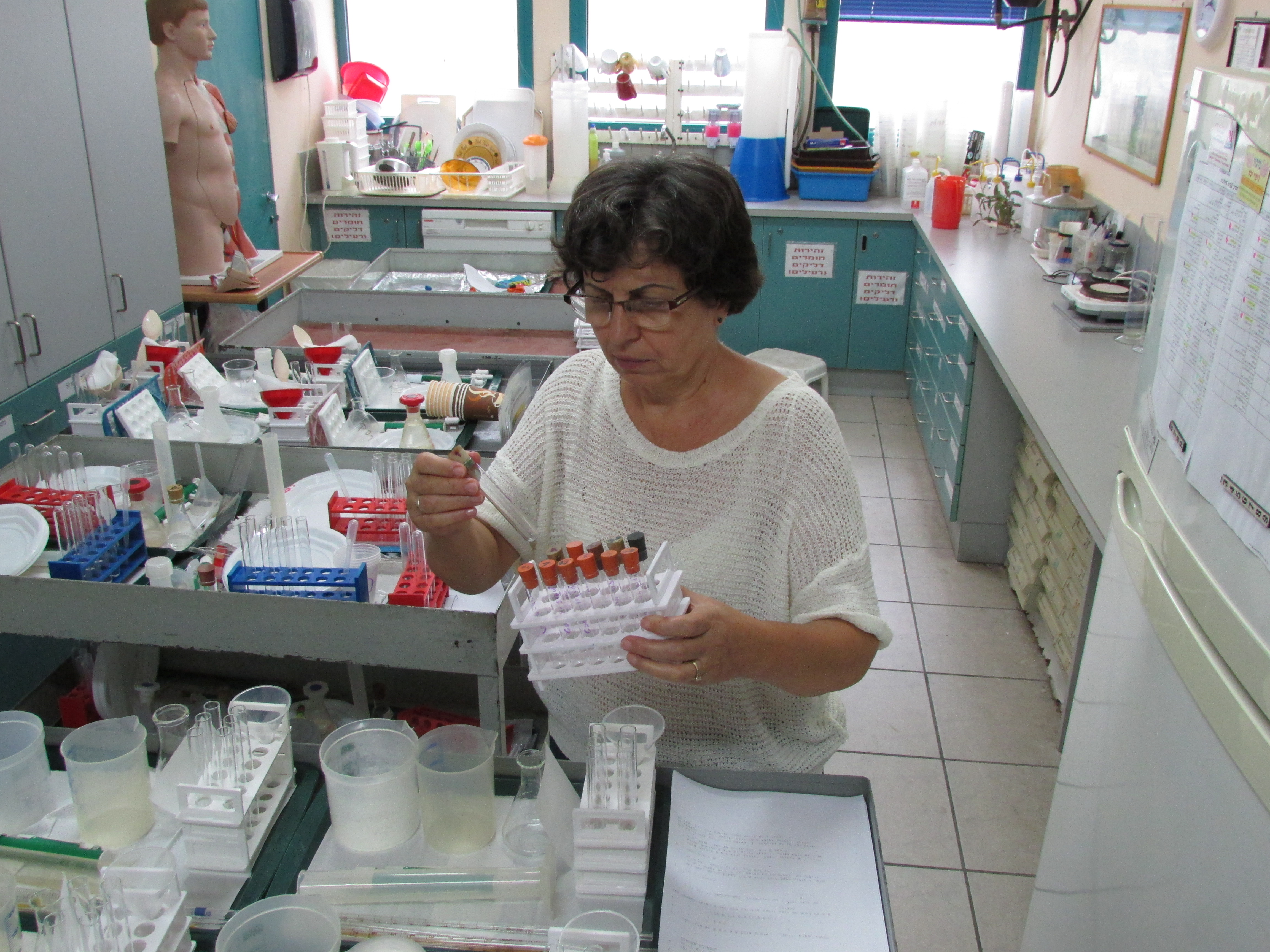
Лаборант

Лаборант — науковий або технічний працівник лабораторії, наукового або навчального закладу.

## Назва
Лаборант – працівник лабораторії, що є запозиченням із середньолатинської мови: лат. laboratorium («місце для праці»), похідне від лат. laborator «працівник», пов'язаного з лат. labor «праця; діло; труднощі», спорідненим з грец. λαμβἁνω «хапаю, беру», грец. λἁφνροω «здобич», санскр. लभते (lábhate) «утримує»,  лит. lõbis «володіння», гот. 𐌰𐍂𐌱𐌰𐌹𐌸𐍃 (arbaiþs) «робота», праслов'янським *orbota та українським «робота».

## Лаборант навчального або наукового закладу
Лаборант готує прилади, препарати, обладнання та наукові матеріали для лабораторних, семінарських занять зі студентами, учнями або для проведення експериментів.
Цей співробітник стежить за справністю лабораторного обладнання, забезпечує співробітників кафедри чи наукової лабораторії необхідним для роботи обладнанням, матеріалами, реактивами, видає студентам (учням) підручники та методичні посібники.
Лаборант систематизує документацію на кафедрі (в лабораторії),  стежить за її збереженням, за забезпеченням необхідними канцелярськими товарами, виконує різні друковані та графічні роботи на офісній техніці й бере участь в оформленні стендів кафедри (лабораторії).

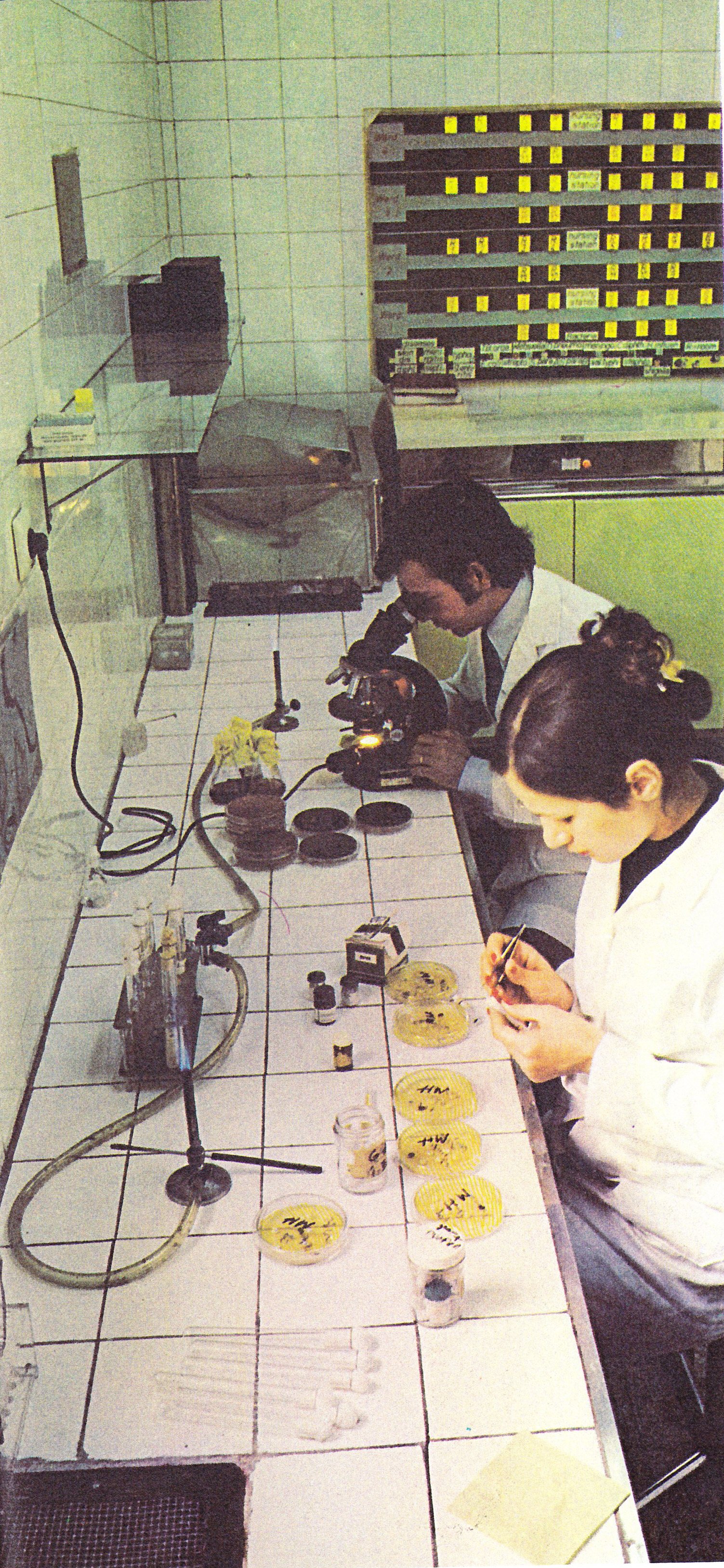
В лабораторії

## Лаборант лабораторії
Лаборанти виконують лабораторні аналізи. Лаборант працює в лабораторіях закладів охорони здоров'я і навколишнього середовища, в лабораторіях лікарських препаратів, на промислових підприємствах.
Аналізи проводять з метою визначення складу різних речовин та їх відповідність вимогам, що встановлені законом. Більшість аналізів лаборант проводить з метою запобігання небезпеки для здоров'я людини — шум, забруднення повітря, води, харчових продуктів, складових частин лікарських або косметичних препаратів.
Аналізи виконують за допомогою спеціальних інструментів та обладнання - піпеток, мензурок, ваг, спектрометрів, хроматографів і т.д. Лаборант [Архівовано 14 лютого 2015 у Wayback Machine.] може сам брати проби на аналіз, а може аналізувати вже доставлені в лабораторію проби.
Перед аналізами лаборант перевіряє і настроює лабораторне обладнання і потім проводить аналіз згідно з робочими інструкціями. Результати аналізів оформляють документально для подання замовникам і копії відправляють в архів лабораторії.

## Вимоги і протипоказання
Лаборант повинен знати хімію, біологію, вміти працювати з лабораторним обладнанням.
Лаборантом можна стати після закінчення хімічних та матеріалознавчих факультетів вищих навчальних закладів або середніх спеціальних училищ.
Для роботи лаборантом не підходять неврівноважені люди з поганою концентрацією уваги. У роботі з хімічними речовинами можливий розвиток астми і поява інших алергічних захворювань. 